# Gynoplistia (Gynoplistia) gilvipennis
Gynoplistia (Gynoplistia) gilvipennis is een tweevleugelige uit de familie steltmuggen (Limoniidae). De soort komt voor in het Neotropisch gebied.